# Argina multiguttatum
Argina multiguttatum là một loài bướm đêm thuộc phân họ Arctiinae, họ Erebidae.